# Lago Pupuke
Il lago Pupuke è un lago vulcanico neozelandese, dell'Isola del Nord, situato nel distretto di North Shore.